# Eburodacrys puella
Eburodacrys puella là một loài bọ cánh cứng trong họ Cerambycidae.